# USS 디파이언트 (NCC-1764)
USS 디파이언트(영어: USS Defiant [NCC-1764])는 2250년경 진수된 Constitution급의 가공의 함선으로 2267년 델파이 익스펜스 지역을 지나가다 실종되었다. 제식번호는 NCC-1764이다. 한편, 거울 우주에서는 2155년 기준 활동 중이다.

## 스타 트렉: TOS
스타 트렉: TOS 시리즈에서 The Thollian Web 에피소드에 나온다.

### The Thollian Web
우주력 5630.7, USS 엔터프라이즈는 실종된 USS 디파이언트 호를 찾아 나선다. 그러다가 공간 변이에 갇힌 USS 디파이언트 호를 보게 되고, 함장 외 4명은 디파이언트로 전송되어 내부에 도착하여 이후에 일어나는 일과 관련된 에피소드.